# Запис дуд код извора (Мотрић)
Запис дуд код извора (Мотрић) се налази на парцели чији је власник Месна заједница Мотрић.

## Локација
| Општина             | Рековац                                                                     |
| Катастарска општина | Мотрић                                                                      |
| Потес               | Село                                                                        |
| Координате          | 43° 48′ 59″ С; 21° 04′ 42″ И / 43.816400000000002° С; 21.078399999999998° И |
| Надморска висина    | 348m                                                                        |

## Карактеристике
Дендрометријске вредности утврђене на терену и сателитским снимцима:
| Стабло                     | Дуд |
| Висина стабла              | m   |
| Обим дебла                 | m   |
| Пречник крошње             | 8m  |
| Пречник дебла              | m   |
| Висина дебла до прве гране | m   |

## База записа
Запис је у оквиру Викимедија пројекта "Запис - Свето дрво" заведен под редним бројем 0218.